# Jonathan Hornblower
Jonathan Hornblower (Chacewater, 5 de julio de 1753-Penryn, 23 de febrero de 1815) fue un inventor británico pionero de la energía de vapor.

## Semblanza
Hijo de Jonathan Hornblower el mayor y hermano de Jabez Carter Hornblower, con quienes compartió su labor pionera, desarrolló una máquina de vapor compuesta en 1781, pero se le impidió explotar su invención debido a un litigio con James Watt (Boulton y Watt) sobre propiedad intelectual. Su motor de vapor compuesto no fue reintroducido hasta 1804 por Arthur Woolf. A raíz de la expiración de la patente de Watt y Boulton, el principio de la máquina de vapor compuesta ideado por Hornblower contribuyó significativamente al incremento de la eficiencia del motor de vapor. 
Inventó el golpe de la válvula de vapor de doble impulso en torno a 1800. Este y otros desarrollos en la tecnología de vapor lo convirtieron en un industrial de éxito, y murió siendo un hombre rico en Penryn en 1815. Está enterrado en el cementerio de San Gluvias.
Se había casado dos veces, en primer lugar, con Rosamund Phillips en 1775 y después con Elizabeth Jordan, con quien tuvo dos hijas sobrevivientes, Rosamund (1789-?) y Elizabeth (1790-?).